# Comité de libération nationale (Québec)
Pour les articles homonymes, voir Comité de libération.
Le Comité de libération nationale (CLN) a été fondé secrètement le 31 octobre 1962 par quatre jeunes militants du Rassemblement pour l'indépendance nationale (R.I.N.), à Montréal. Il est considéré comme l'ancêtre du Front de libération du Québec. 

## Principes et méthodes
Le CLN se caractérise par sa stratégie pour parvenir à l'indépendance du Québec. En effet, c'est en combinant l'action clandestine, voire la violence politique, avec l'action ouverte, légale que le Comité entend mener le Québec à l'indépendance. 
Toutefois, en 1962, il n'était pas envisageable de recourir à l'action directe avant d'avoir bâti une infrastructure solide. C'est pourquoi le comité forma des cellules au sein du R.I.N. et de l'Action socialiste pour l'indépendance du Québec (ASIQ). Le comité rassemblera une vingtaine de militants, dont certains décideront de se joindre au Réseau de résistance, et ultérieurement au FLQ. 

## Membres fondateurs
- Jacques Désormaux, président pour Montréal, ex-responsable du secrétariat et cofondateur du RIN. Il militera ensuite 10 ans dans le FLQ[3].
- Jacques Lucques, alias Jacques Latour. Un des responsables des relations internationales du RIN d'origine franco-chilienne[3].
- Robert Aubin[4], étudiant en histoire et membre de la section universitaire du RIN (provisoirement suspendu du RIN en 1962 pour ses idées marxistes)[3].
- Philippe Bernard, étudiant en sciences politiques[3].